# Milan Hanuš
Milan Hanuš (* 24. července 1963 Kutná Hora) je český katolický kněz, děkan Královské kolegiátní kapituly Všech svatých, kanovník Metropolitní kapituly u sv. Víta a farář Římskokatolické farnosti u katedrály sv. Víta.

## Studium
Základní kurz teologického studia absolvoval na Římskokatolické cyrilometodějské bohoslovecké fakultě v Praze se sídlem v Litoměřicích (ukončeno absolutoriem, po r. 1989 udělen Mgr.). V roce 2012 úspěšně složil státní rigorózní zkoušku na Cyrilometodějské teologické fakultě Univerzity Palackého v Olomouci (PhDr.) a v červnu 2016 dokončil studia kanonického práva na papežské Katolické univerzitě Jana Pavla II. v Lublinu (Mgr., JCLic.).

## První léta kněžského působení
Na kněze byl vysvěcen 25. června 1988 pražským arcibiskupem Františkem kardinálem Tomáškem. Poté působil na několika místech v duchovní správě na území pražské arcidiecéze (Rokycany, Říčany, Mariánské Lázně, Praha 7 Holešovice - farnost sv. Antonína, Plzeň), posléze pak nově vzniklé diecéze plzeňské (po 1. červnu 1993).
Naposled byl farářem v Kralovicích od 15. září 1992 a excurrendo administrátorem farností Druztová, Dýšiná, Chříč, Kozojedy, Kožlany, Malměřice, Petrohrad, Planá nad Mží, Plasy, Potvorov, Stebno, Strážiště, Vysoká Libyně, Žebnice a od 1. února 1994 zároveň okrskovým vikářem vikariátu Plzeň sever. 
V době svého působení jako farář a vikář pokračoval v pastorační práci svých předchůdců, zavedl adventní a postní kající bohoslužby na poutním místě v Mariánské Týnici, ve spolupráci se sdružením Cantate se podílel na víkendových a prázdninových pobytech dětí a mládeže na faře v Kralovicích. Zahájil opravy fary v Kralovicích, klášterního kostela v Plasích a dalších církevních objektů na území vikariátu Plzeň sever.

## Působení v Apoštolském exarchátu
Po vzniku Apoštolského exarchátu řeckokatolické církve v ČR 15. 3. 1996, na žádost prvního biskupa - apoštolského exarchy Mons. Ivana Ljavince, a se souhlasem plzeňského biskupa Mons. Františka Radkovského, začal od 1. 6. 1996 pracovat jako kancléř biskupské kurie a administrátor pražské řeckokatolické farnosti u katedrály sv. Klimenta. Přitom také vypomáhal na mnoha místech v pastoraci řeckokatolických věřících žijících v diaspoře na celém území České republiky. Pomáhal zakládat a poté i administrovat některé nově erigované farnosti a filiální obce např. v Kladně, na Mělníku, v Mladé Boleslavi, v Tachově. Stal se členem Kolegia konzultorů i Kněžské rady Apoštolského exarchátu.
V listopadu roku 1996 byl pověřen 18. plenárním zasedáním ČBK vypracováním seznamu tajně svěcených kněží v době totality, kteří by mohli být inkardinováni a následně zařazeni do veřejné pastorace v Řeckokatolické církvi. Ve spolupráci s Institutem otců dominikánů se podařilo takto připravit, a po roce, se souhlasem Svatého stolce, přijmout 20 kněží.
S účinností od 1. 4. 1998 byl jmenován děkanem pražského děkanátu a od 1. 6. 2000 rektorem chrámu sv. Kosmy a Damiána v Emauzském klášteře.
Dne 23. 3. 2002 byl za svou dosavadní činnost při obnově Řeckokatolické církve a vytváření struktur Apoštolského exarchátu jmenován papežem Janem Pavlem II. kaplanem Jeho Svatosti (Mons.).
V období působení druhého biskupa – apoštolského exarchy Mons. ThDr. Ladislava Hučka zastával od 1. 8. 2003 do 30. 4. 2021 funkci generálního vikáře - protosyncela Apoštolského exarchátu řeckokatolické církve v ČR.
U příležitosti tisícího stopadesátého výročí příchodu sv. Cyrila a Metoděje a svého desátého výročí jmenování titulárním biskupem orejským a apoštolským exarchou mu Mons. Ladislav Hučko udělil s účinností k 1. 6. 2013 právo nosit zlatý náprsní kříž s ozdobami a v roce třicátého výročí kanonizace sv. Anežky České, u příležitosti znovuzískání náboženské svobody, za dosavadní pastorační práci s účinností k 12. 11. 2019 obdržel právo nosit mitru a užívat titul mitroforní protojerej.

## Působení v Arcidiecézi pražské
Dne 13. 9. 2010 ho pražský arcibiskup Dominik kardinál Duka jmenoval kanovníkem Kolegiátní kapituly Všech svatých na Hradě pražském. V listopadu roku 2014 byl pak zvolen děkanem této kapituly, znovuzvolen byl v r. 2019 a opětovně v r. 2024. V roce 2021 byl od 1. 10. jmenován soudcem Metropolitního církevního soudu. S účinností od 1. 7. 2022 pak farářem římskokatolické farnosti u katedrály sv. Víta, Václava a Vojtěcha.
Pražský arcibiskup Mons. Jan Graubner ho po „audito Capitulo“ jmenoval 22. 11. 2022 s účinností od téhož dne sídelním kanovníkem Metropolitní kapituly u sv. Víta v Praze.
Na základě podpisu Memoranda o spolupráci mezi Poslaneckou sněmovnou Parlamentu České republiky, Českou biskupskou konferencí a Ekumenickou radou církví byl spolu s Danielem Kvasničkou (Církev Bratrská) uveden 31. 5. 2023 do služby sněmovního kaplana Poslanecké sněmovny Parlamentu České republiky. [2]

## Dílo
- Hanuš, M. (ed.), 10 let Apoštolského exarchátu. Praha: Apoštolský exarchát Řeckokatolické církve, 2006. ISBN 80-239-8531-0
- Botek, L., Dvořáček, J., Hanuš, M., Manželské právo v přehledu pro pastorační potřeby Apoštolského exarchátu Řeckokatolické církve v ČR. Praha: Apoštolský exarchát Řeckokatolické církve a Institut sv. Kosmy a Damiána, 2008 ISBN 978-80-254-3078-1
- Hanuš, M., Sbírka platných právních předpisů AE 1996-2011. Praha: Apoštolský exarchát Řeckokatolické církve, 2011.
- Je též recenzentem několika publikací a odborných článků, které pojednávají o dějinách Řeckokatolické církve nebo o východním kanonickém právu.
- Od vzniku časopisu Exarchát působil coby člen redakční rady, stejně tak i Řeckokatolického kalendáře, posléze Ročenky Řeckokatolické církve v ČR a také zajišťoval do konce roku 2022 obsah webových stránek Apoštolského exarchátu (www.exarchat.cz).